# Loctite
A Loctite é uma marca germano-americana de adesivos, selantes e tratamentos de superfície que incluem as tecnologias acrílica, anaeróbica, cianoacrilato, epoxi, hot melt, silicone, uretano e UV / fotopolimerizável. Os produtos Loctite são vendidos globalmente e são usados em uma variedade de aplicações industriais e amadores.

## História

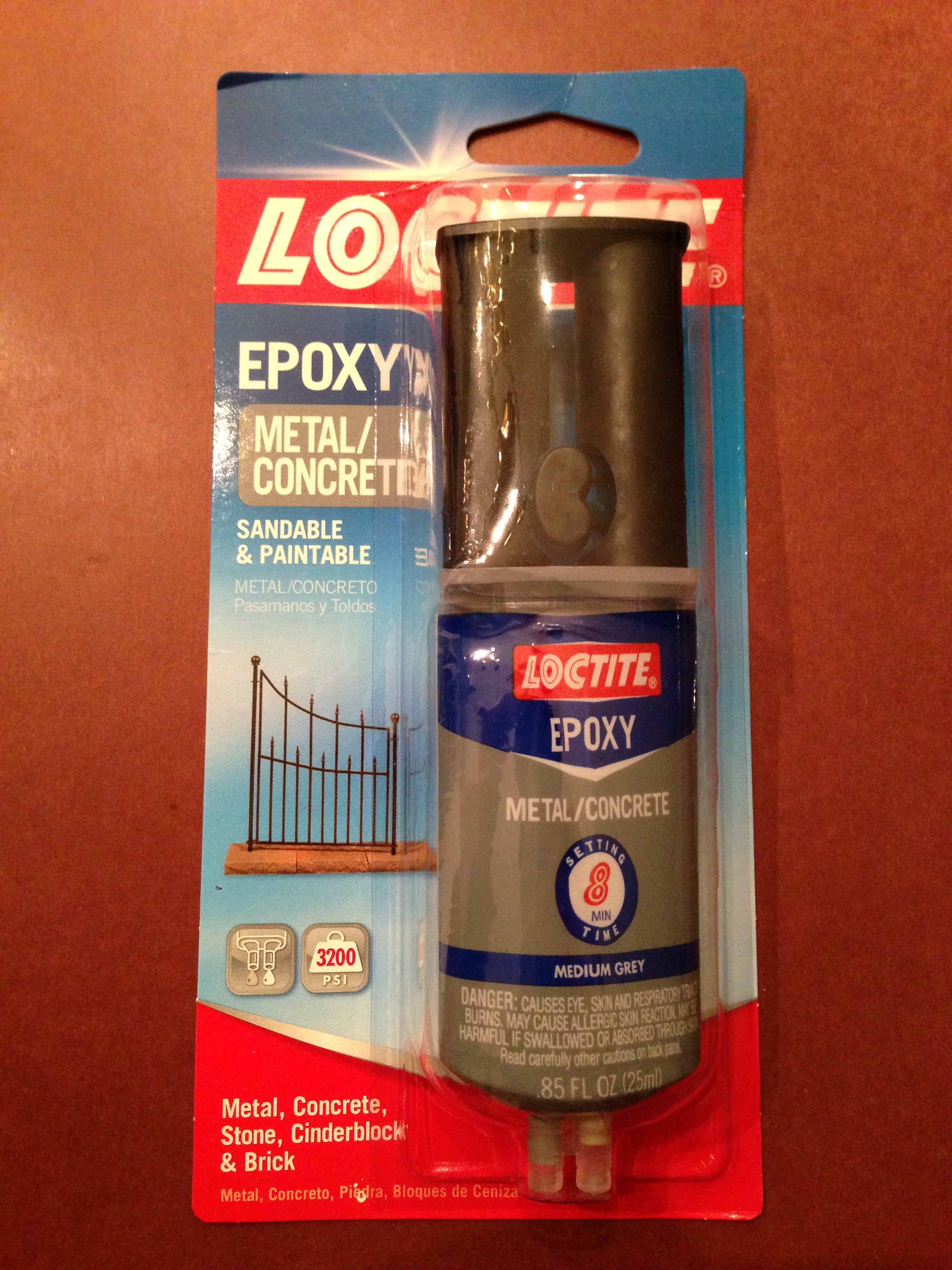
Cola epoxi da marca

A Loctite Corporation começou no laboratório do Dr. Vernon Krieble na cave da Universidade Trinity, em Hartford, Connecticut, em 1953. Este empreendedor professor de química desenvolveu um sistema de inibição de cura para uma resina de união única que endurecia na ausência de ar – um vedante anaeróbico.
A Loctite fez a sua estreia pública oficial numa conferência de imprensa no University Club em Nova Iorque a 26 de Julho de 1956. A promessa de solucionar o velho problema dos parafusos e porcas soltos em máquinas e aparelhos – um problema que os clientes há muito tinham aceite como não tendo solução – levou a uma enorme quantidade de solicitações. Nos anos 60, os cianoacrilatos – também conhecidos como CA ou “Super-cola”, um tipo de adesivo industrial muito rápido, único, de cura à temperatura ambiente – foram acrescentados à marca Loctite. Seguiram-se silicones, époxis, acrílicos e o desenvolvimento de novas gerações de anaeróbicos Loctite e tecnologia e produtos de cianoacrilatos.
Ao longo da sua história, a Loctite têm continuamente aberto mercados, descobrindo oportunidades onde ninguém imaginava existirem.  Desde a sua fundação, assente num produto que resolvia um problema “sem solução”, a Loctite obteve sucesso através da inovação.

### Compra pela Henkel
Em 1997 a Loctite foi adquirida pela Henkel e mantém-se como uma marca principal.
A marca Loctite, parte do portfolio da Henkel desde 1997 é reconhecida pela excelência dos seus adesivos e vedantes. Desde o desenvolvimento original de uma tecnologia anaeróbica única, há mais de cinquenta anos, os produtos Loctite  tornaram-se componentes vitais para muitas das máquinas e produtos que estão no centro da vida quotidiana.